# Пятиричка (Харьковская область)
Пятиричка (укр. П'ятирічка) — село,
Новоалександровский сельский совет,
Сахновщинский район,
Харьковская область.
Код КОАТУУ — 6324884510.
Село ликвидировано в 1997 году .

## Географическое положение
Село Пятиричка находится у истоков безымянной речушки, притока реки Вшивая.
Примыкает к селу Сугаровское.

## История
- 1997 — село ликвидировано [1].